# The Hurt Locker, Part One (Glee)
The Hurt Locker, Part One es el cuarto capítulo de la sexta temporada de Glee y el capítulo nº112 de toda la serie. El episodio fue escrito y dirigido por Ian Brennan y se emitió el 23 de enero de 2015 por el canal FOX en Estados Unidos.
Rachel Berry (Lea Michele) le pide ayuda a Will Schuester (Matthew Morrison) y a Blaine Anderson (Darren Criss) para que tanto Vocal Adrenaline como Los Warblers se tomen a la ligera las "invitacionales" que Sue Sylvester (Jane Lynch) ha organizado en McKinley para no desilusionar a los chicos de New Directions. Sue se entera de que Will hará perder a su coro por lo cual va con la directora Abigail Figgins Gunderson (Iqbal Theba) diciendo que Will no es leal a Carmen High; Sue hipnotiza a Sam Evans (Chord Overstreet) con el fin de enamorar a Rachel y sacarla de la dirección de New Directions lo cual culmina con un beso entre ambos. Sue trata que Kurt Hummel (Chris Colfer) retome su relación con Blaine comenzando a chantajear la relación que Blaine mantiene con Dave Karofsky (Max Adler) mientras que Kurt comienza a salir con Walter (Harry Hamlin), un hombre gay de 50 años.

## Argumento
Sue (Jane Lynch) comienza una amistad con Will (Matthew Morrison) luego que él ya no sea más un profesor en McKinley High por lo cual no tiene resentimiento hacia él pero Sue sigue encontrándolo molesto por lo cual decide continuar su lucha contra él. Sue lleva a Becky (Lauren Potter) a su armario titulado "Hurt Locker" donde tiene toda una sección asignada a su amor hacia "Klaine", la pareja formada entre Kurt (Chris Colfer) y Blaine (Darren Criss) donde Sue promete verlos reunidos nuevamente como pareja. Sue organiza una competencia "invitacional" en McKinley High donde participan New Directions, Vocal Adrenaline y Los Warblers donde Rachel (Lea Michele) trata de convencer tanto a Will como a Blaine de no lucirse en la competencia amistosa para no desanimar a los chicos de su coro donde su logra grabar la conversación que Rachel y Will mantienen en secreto para luego chantajearlo y Blaine no da su mano a torcer en la competencia. Sue hipnotiza a Sam (Chord Overstreet) con palabras clave con el fin de enamorar a Rachel, besarla y luego olvidar todo lo sucedido.
Luego de que Dave (Max Adler) llamara a Blaine notificando que hay un intruso en el departamento que comparte con Blaine, él, Kurt y Rachel descubren que es un oso el cual fue colocado allí con Sue como parte de su plan para reunir a Kurt y Blaine. Rachel y Sam, bajo la hipnosis de Sue, deciden tomar clases de piano con la ayuda de Blaine. Dave y Blaine tienen una cena donde todos los hombres en el local conocen a Dave debido a que todos han salido con él. sue entra y les dice que en realidad Blaine y Dave son parientes. Sue va a hablar con la directora de Carmel High: Abigail Figgins Gunderson (Iqbal Theba) donde le muestra el video que grabó de Will y Rachel poniendo en peligro su trabajo. Rachel y Kurt hablan con los miembros de New Directions sobre las reglas en las "invitacionales" donde ellos piensan que la guerra está perdida antes de comenzarla. Will descubre lo del video de él y Rachel y va a enfrentar a Sue y promete que el club glee seguirá con vida en McKinley mucho años después que ella se jubilara.
Blaine, en búsqueda de Rachel y Sam para dar las lecciones de piano, se encuentra con Kurt donde le explica a Blaine que él y Dave no son parientes en realidad y todo forma parte del plan de Sue para verlos a ellos nuevamente como pareja. La relación entre Rachel y Sam va en aumento cuando practican a solas con el piano lo cual los lleva a los besos. Rachel le ofrece una cita real a Sam pero este no recuerda nada de lo sucedido por los efectos de la hipnosis y le dice sigue enamorado de Mercedes (Amber Riley). Sue vuelve a hipnotizar a Sam con el fin de entregarle una pésima lista de canciones a Rachel para que New Directions interprete en las "invitacionales". Kurt descubre que su cita, Walter (Harry Hamlin), tiene mucha más edad de la que dijo tener pero ambos deciden ser amigos y tomarse las cosas con lentitud. Sam roba el correo de Will diciendo que fue idea de Rachel pero sigue siendo parte del plan de Sue por lo cual Will decide que Vocal Adrenaline de lo mejor de si en las invitacionales. Al final del episodio Sue presenta a Vocal Adrenaline dejando impresionados tanto a los chicos de New Directions como a Los warblers mientras Sue observa la presentación desde su oficina.

## Producción
Volviendo personajes que aparecen en el episodio recurrente incluyen Iqbal Theba ya que tanto el director Figgins y su hermana gemela Abigail Figgins - Gunderson , Max Adler como Dave Karofsky , Max George como Clint , Lauren Potter como Becky Jackson , Samantha Marie Ware como Jane Hayward , Noah Guthrie como Roderick , Billy Lewis Jr. como Mason McCarthy , y Laura Dreyfuss como Madison McCarthy . Harry Hamlin aparece como Walter , y Trilby Glover aparece como un secretario de Abigail .
El episodio cuenta con cuatro versiones musicales. "Bitch" de Meredith Brooks es realizado por Lynch. "A Thousand Miles" de Vanessa Carlton es realizada por Michele y Overstreet. "Rock Lobster" de The B-52's y "Whip It" de Devo se realizan tanto por George con los miembros de Vocal Adrenaline . Para acompañar el EP Glee: The Music , The Hurt Locker, Part One fue lanzado el 23 de enero de 2015.

## Recepción
El episodio fue visto por 1.82 millones de espectadores.